# Eugen Fischer (Chemiker)

Eugen Fischer

Eugen Fischer (* 13. Juli 1854 in Wiblingen; † 2. August 1917 in Tirol) war ein deutscher Chemiker und Fabrikdirektor.

## Leben
Eugen Fischer studierte Chemie in Stuttgart und Zürich. In Stuttgart wurde er Mitglied der Burschenschaft Alemannia Stuttgart. Nach einer Promotion habilitierte er sich in Stuttgart.
Von 1881 bis 1887 arbeitete er bei den Hoechster Farbwerken im Bereich Indigofarbstoffe. Hier trat er als Erfinder von Verfahren zur Erzeugung von künstlichem Indigoblau hervor.
1887 wechselte er wieder kurz zur TH Stuttgart und wurde bald von Wilhelm Kalle in die Chemische Fabrik Kalle geholt. Bewährt durch den Aufbau einer fabrikmäßigen Herstellungskette von Indigosalz wurde Fischer 1894 zum Leiter der Fabrikationsbetriebe berufen. Unter ihm als technischen Leiter der Firma wurden insbesondere neue Azofarbstoffe entwickelt.
1904 wurde die Firma in eine Aktiengesellschaft umgewandelt, in der Wilhelm Ferdinand Kalle als kaufmännischer Vorstand und Fischer als technischer Vorstand die Leitung innehatten. Die Umwandlung erfolgte bereits in Erwartung von zukünftigen Fusionen, wie sie schließlich 1926 mit der Eingliederung in die I.G. Farben vollzogen wurde.
Während eines Urlaubs in den Tiroler Alpen verunglückte Fischer bei einer Wanderung zum Hohen Riffler. Sein Sohn Hans Fischer, der spätere Nobelpreisträger, konnte ihn zwar sichern, aber nicht alleine retten. Eugen Fischer starb, ehe sein Sohn Hilfe holen konnte.
Fischer war Senator der Kaiser-Wilhelm-Gesellschaft zur Förderung der Wissenschaften.

## Ehrung
- 1913 Doktor ehrenhalber der Technischen Hochschule Stuttgart